# Lista de submarinos da Marinha Imperial Russa
A lista de submarinos da Marinha Imperial Russa reúne os submarinos comissionados ou usados pela Marinha Imperial Russa.

 Marinha Imperial Russa (bandeira usada de 1720 a 1917)

## Guerra Russo-Japonesa

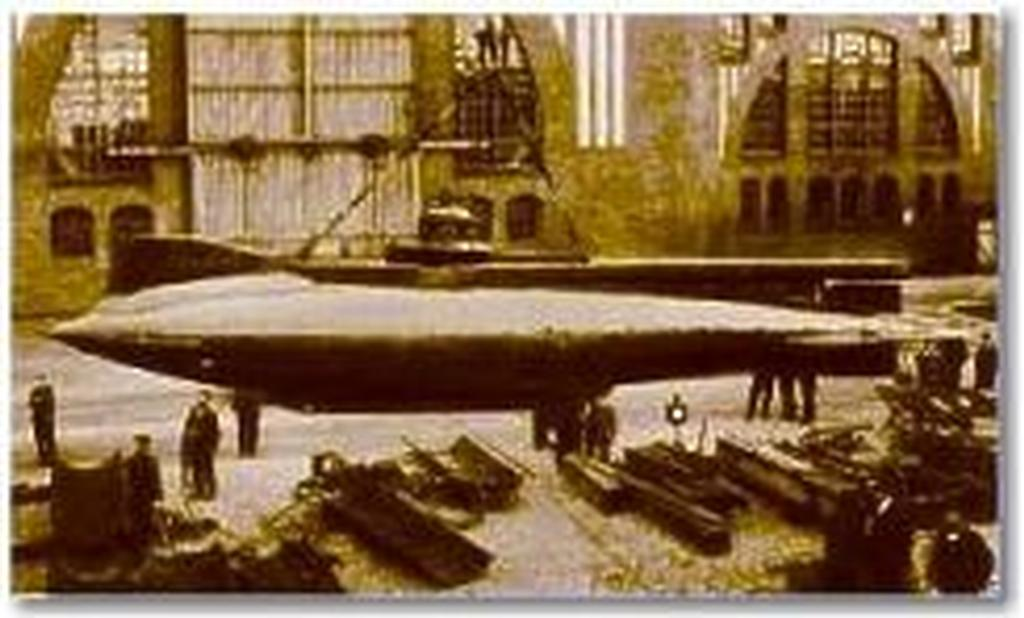
O submarino Forel de 1903.

- Forel (1903)
- Pochtovy (1908)

### Classe Osetr
- Bychok (1904)
- Kefal (1904)
- Osetr (1904) - ex Protector
- Paltus (1904)
- Plotva (1904)
- Sig (1904)

## Primeira Guerra

### Classe americana Holland
AG, Amerikansky Golland
- AG 11 (1916)
- AG 12 (1916)
- AG 13/AG 16 (1916)
- AG 14
- AG 15
- AG 21
- AG 22
- AG 23
- AG 24
- AG 25
- AG 26
- AG 27

### Classe Bars (1915)
Frota do Báltico
- Bars
- Edinorog
- Gepard
- Kuguar
- Leopard
- Livtsa
- Pantera
- Rys
- Tigr
- Tur
- Ugor
- Vepr
- Volk
- Yaguar
- Yaz
- Zmeya
- Erzh
- Forel

Frota do Mar Negro
- Burvestnik
- Gagara
- Lebed
- Orlan
- Pelikan
- Utka

### Classe Delfin
Somente um lançado.
- Delfin (1902)

### Classe Kaiman
- Kayman (1907)
- Alligator (1908)
- Drakon (1908)
- Krokodil (1908)

### Classe Karp
- Karp (1907)
- Kambala (1907)
- Karas (1907)

### Classe Kasatka
- Keta - ex Feldmarshal Graf Sheremetev
- Kasatka
- Makrel
- Nalim
- Okun
- Skat

### Classe Krab
Somente um lançado.
- Krab (1912)

### Classe Minoga
Somente um lançado.
- Minoga (1908)

### Classe Morzh
- Morzh (1913)
- Nerpa (1913)
- Tyulen (1913)

### Classe Russa Narval
- Narval (1915)
- Kit (1915)
- Kashalot (1915)

### Classe Som
- Som (1904)
- Beluga (1905)
- Losos (1905)
- Peskar (1905)
- Schuka (1905)
- Strelyad (1905)
- Sudak (1907)